# سيدريك جبو
سيدريك جبو (مواليد 9 سبتمبر 2002) هو لاعب كرة قدم من ساحل العاج يلعب في مركز خط الوسط في نادي الترجي الرياضي التونسي.

## وصلات خارجية
- سيدريك جبو على موقع قاعدة بيانات كرة القدم.إي يو (الإنجليزية)
- سيدريك جبو على موقع ليكيب (الفرنسية)